# 이재명 피습 사건
이재명 피습 사건(李在明 被襲 事件, 영어: Attempted assassination of Lee Jae-myung)은 2024년 1월 2일 대한민국의 제1야당 더불어민주당의 대표 이재명이 부산광역시 강서구 가덕도동의 대항전망대에서 가덕도 신공항 건설 부지 시찰을 마치고 기자들과 질의 응답을 하던 도중 괴한의 습격을 받아 흉기에 목 부위를 찔리는 테러를 당한 사건이다.

## 배경
습격을 당한 이재명은 2022년에 후보로 출마한 대한민국 제20대 대통령 선거에서 윤석열에 근소한 차이로 패배하였다. 이재명은 그 이후 2022년 5월 7일에 대한민국 국회의원 2022년 재보궐선거에 출마하였으며, 인천광역시의 선거구인 계양구 을에 당선되었다. 이에 따라 이재명은 2022년 6월 1일자로 선거에서 사실상 당선되었다. 그 후인 동년 8월 28일부로 더불어민주당 대표로 선출되었다. 이번 사건은 총선을 3개월 앞두고 발생했다.

## 사건 진행 과정

### 1월 2일
2024년 1월 2일, 이재명 대표는 가덕도 신공항에서 기자회견을 진행하였다. 한국 현지 시간으로 오전 10시 27분, 기자회견을 마친 뒤 정체를 알 수 없는 남성이 이재명에게 다가가 사인을 요구하다가 갑자기 목 왼쪽 부분을 흉기로 찔렀다.
가해자는 '내가 이재명'이라는 파란 종이왕관을 쓰고 사인을 요청하는 지지자로 위장하여 접근해 이재명 대표에게 펜과 종이를 보여주고 '사인 좀 해달라'고 하였고 이 대표가 종이를 받아들자 목 부분을 약 20cm의 날카로운 흉기로 습격했다. 보도에 의하면 파란 종이왕관은 이 대표 지지자 모임 ‘잼잼자봉단’을 의미한다고 한다.
현장에 있던 관계자들이 곧바로 이재명 대표를 둘러쌌고, 한 사람이  쓰러져 누워 있던 이재명의 상처 부분을 지혈하듯 천으로 눌렀다. 공격 당한 부분에 출혈이 있었지만 의식은 유지한 것으로 전해졌다. 이후 이재명 대표는 오전 10시 47분 무렵에 구급차에 실려 오전 11시 16분 즈음 부산대학교병원 권역외상센터에 도착하였다. 그 후에는 의식이 있는 상태에서 헬리콥터로 서울대학교병원에 다시 이송되었다.
이재명은 목 부위에 1㎝ 정도 내외의 상처가 생겼지만 출혈은 다소 경미하였다. 부산대학교병원 의료진은 이재명 대표의 목정맥에 손상이 있어 추가적인 대량 출혈이 우려된다고 발표했다. 그리고 그날 오후, 서울대학교병원에서 응급 수술을 받았다. 더불어민주당 관계자들은 이에 대해 수술이 "예상보다 오래 걸렸다"며 의료진들이 수술 경과에 대해 예의주시하고 있다고 발표했다.
해당 사건은 대한민국의 주요 방송국들인 연합뉴스TV, YTN, 한국방송공사, 문화방송, SBS, JTBC, 매일방송 등 여러 방송국에 방영된 공격과 관련된 영상과 더불어 생중계로 녹화되었다. 목격자의 증언에 따르면, 사건이 일어난 당시 배치된 경찰 인력은 12명 정도였다.

### 1월 3일
현재 이 대표가 서울대병원 중환자실에 입원한 것으로 전해졌다. 경과를 관찰하기 위하여 입원했다고 한다. 서영교 더불어민주당 최고위원은 이 대표가 현재 의사소통이 가능하기는 하나 제대로 할 수 있는 상태가 아니라고 전했다.
서울대병원 입원이 확인된 뒤부터 병원 앞을 찾은 유튜버들은 카메라를 켜며 현장을 생중계했다. 오전 10시40분쯤 100여명이 몰리자 병원 측은 안전사고를 우려해 어린이병원 앞에 출입 통제선을 설치했다.
약 34분 뒤인 오전 11시 14분쯤 김부겸 전 국무총리가 병원을 방문해 10여 분간 이 대표와 그의 가족들을 면회했다. 일부 우파 유튜버들이 김 전 총리에게 고성을 질렀고 경찰관들이 이를 저지하다가 소란이 일었다.
부산대병원 측이 일부 언론, 의사 등의 비판과 음모론에 반박하며 서울대병원 입원은 피해자 이재명 대표의 의중이 아닌 가족들의 요청으로 부산대병원이 동의한 일이며, 병원은 유감을 표한 사실이 없다며 입장을 냈다.
부산경찰청에서 가해자가 운영하던 공인중개사를 압수수색 하였다. 이 과정에서 가해자가 피습 때 썼던 흉기와 유사한 등산용 칼을 발견하였다.

### 1월 4일
이 대표가 미음 식사를 하면서 회복 중이며 당무 복귀 의지가 강하다고 전해졌다.

#### 서울대학교병원 브리핑
오전 11시 30분경 서울대학교병원에서 민승기 서울대병원 이식혈관외과 교수는 언론 브리핑을 통해 이재명 대표가 왼쪽 목에 1.4cm의 자상을 입었으며, 속목정맥 60%가 잘려있었고 혈전이 고여있었으며, 2일 오후 4시 20분께부터 1시간 40분 동안 혈관재건수술을 시행했다고 발표했다.
부산대병원에서의 이송에 관해서는, 최초 이송 당시 속목정맥의 손상이 예상되며 속목동맥의 손상도 배제할 수 없는 상황이었고 난이도가 높은 혈관재건술을 시행 가능한 혈관외과의가 필요하였기 때문에 당시에 부산대 권역외상센터장과 당시 서울대병원의 응급의료센터 당직교수, 그리고 외상센터 당직 교수와 연락이 되었고 서울대병원이 부산대병원의 전원 요청을 받아들였다고 밝혔다.

### 1월 10일
이재명 대표가 8일 만에 퇴원하였다. 이 대표는 퇴원하면서 국민 여러분께 심려를 끼쳐서 죄송하고 목숨을 살려주셔서 감사하며 증오의 정치, 대결의 정치를 끝내고 서로 존중하는 정치로 복원하는 이정표가 되기를 바란다고 전했다.
존경하고 사랑하는 국민 여러분, 먼저 심려를 끼쳐드려서 죄송합니다.
그리고 감사드립니다. 국민 여러분께서 살려주셨습니다.
우리 국민 여러분께서 살려주신 목숨이라 앞으로 남은 생도 오로지 국민들을 위해서만 살겠습니다.
함께 사는 세상 모두가 행복하고 희망을 꿈꾸는 그런 나라 꼭 만들어서 보답드리겠습니다.
모두가 놀란 이번 사건이 증오의 정치, 대결의 정치를 끝내고 서로 존중하고 상생하는 제대로 된 정치로 복원하는 이정표가 되기를 진심으로 소망합니다. 상대를 죽여 없애야 하는 전쟁 같은 이 정치를 이제는 종식해야 합니다. 서로 존중하고 인정하고 타협하는 제대로 된 정치로 복원되기를 바랍니다.
우리 정치가 어느 날인가부터 절망을 잉태하는 죽임의 정치가 되고 말았습니다. 이제 이번 사건을 계기로 우리 모두가 되돌아보고 저 역시도 다시 한번 성찰하고 그래서 희망을 만드는 살림의 정치로 되돌아 갈 수 있도록 저부터 노력하겠습니다.
그리고 각별하게 우리 부산시민 여러분, 그리고 생사가 갈리는 그런 위급한 상황에서 적절하고도 신속한 응급조치로 제 목숨을 구해주신 부산의 소방, 경찰 그리고 부산대 의료진 여러분께 각별한 감사의 말씀을 전합니다.
그리고 수술부터 치료까지 최선을 다해주신 서울대병원 의료진 여러분께도 감사 말씀을 전합니다.
다시 한 번 말씀드리거니와 이제 증오하고 죽이는 이런 전쟁같은 정치 이번 사건을 계기로 사라지면 좋겠습니다. 저도 노력하겠습니다. 존중하고 그리고 공존하는 그런 정치로 복원되고 희망있는 나라로 우리가 함께 갈 수 있다면 남은 제 목숨이 없어진들 뭐가 그리 아깝겠습니까.
진심으로 다시 한번 감사 말씀 드립니다.
고맙습니다.
2024년 1월 10일 수요일 서울대병원 앞
이재명

피의자 김진성(범행 당시 67세)이 10일 오전 10시 부산연제경찰서 유치장을 나와 검찰로 구속 송치됐다. 호송차에 올라타기 전 “이 대표에게 할 말이 있느냐”는 기자 질문에 “걱정끼쳐서 미안하다”고 말했다. “변명문을 왜 썼느냐”는 질문에는 “보시고 참고하시면 되겠다”고 하였다.
경찰이 이 대표 피습 사건 수사 결과를 발표했다.

## 수사
범인은 범행 직후 체포되었으며, 충청남도 아산에 거주하는 67세 부동산중개업자인 김진성으로 신원이 확인되었다. 부산광역시경찰청은 3일 부산지방법원으로부터 압수수색 영장을 발부받아 김진성의 자택과 부동산 사무실을 압수수색 했으며, 4일 부산지방법원은 경찰이 구속영장을 청구한지 2시간만에 영장을 발부했다.
범인은 아주 치밀한 계획하에 이재명을 살해하기 위해 등산용 칼을 구매한 후 이를 범행에 용이하게 사용하기 위해 손잡이 부분을 제거하고, 양날검 형태로 칼등과 칼날의 외형을 변형했다.

## 검찰의 기소
이번 피습으로 이 대표가 사망할 가능성이 있었다고 판단하면서도 습격범의 신상 정보는 공개하지 않았다. 부산지검 특별수사팀은 29일 이재명 대표를 흉기로 찌른 김진성을 살인미수·공직선거법위반죄로 구속기소하고, 김씨의 범행을 도운 A씨(75)를 살인미수방조·공직선거법위반방조 혐의로 불구속기소 했다. 범행이 발생한 지 27일만이다. 검찰에 의하면, 가해자는 지난해 4월 범행 도구로 등산용 칼을 구입해 양날을 뾰족하게 갈고, 흰색 테이프로 감아 개조하였으며, 지난해 9월부터 나무둥치의 사람 목 높이 정도에 목도리를 고정한 후 자연스럽게 찌르는 연습까지 했다고 한다.

## 반응
윤석열 대통령은 "칼부림은 테러 행위이며 민주주의에 대한 심각한 위협"이라며 당국에서 공격에 대한 조사에 착수할 것을 지시했다. 권칠승 민주당 대변인은 "이번 사건은 이재명 대표에 대한 테러이자 어떠한 상황에서도 발생해서는 안 될 민주주의에 대한 심각한 위협"이라고 전했다. 윤희근 경찰청장이 부산에 특별수사팀을 구성해서 이번 공격과 관련된 사건 경위에 대한 조사에 착수한다고 밝혔다.
이준석은 이재명 피습 사건에 대해서 "생각 다르다고 극단적인 행동하는 사람은 용납이 안 된다"는 입장을 표명했다.

## 결과
피의자는 1심에서 징역 15년형을 선고받았으며, 2심에서 항소기각, 3심에서 상고기각됨에 따라 징역 15년형이 확정되었다.

## 같이 보기
- 이재명
- 배현진 피습 사건
- 로베르트 피초 피격 사건
- 도널드 트럼프 암살 미수 사건